# HaDugmaniot
HaDugmaniot (tiếng Hebrew: הדוגמניות) là chương trình truyền hình thực tế của Israel được dựa trên America's Next Top Model của Tyra Banks và được chiếu trên kênh Channel 10. Đây là cuộc thi có những thí sinh sẽ thi dấu với nhau cho giải thưởng chính là hợp đồng người mẫu với hy vọng bắt đầu sự nghiệp đầy hứa hẹn trong sự nghiệp của mình.

## Định dạng

### Giống so vớiANTM
Mỗi mùa thi sẽ bao gồm 13 đến 15 tập với 12-16 thí sinh tham dự. Qua mỗi tập (như phiên bản gốc), các thí sinh lần lượt bị loại cho đến khi tìm ra người chiến thắng cuối cùng; tuy nhiên, đôi khi cũng có trường hợp loại từ hai tới bốn thí sinh trong cùng một tập. Phần thay đổi vẻ ngoài cho thí sinh được thực hiện từ giai đoạn đầu của chương trình, thường sau khi có một hoặc hai thí sinh bị loại.
Kể từ mùa 2, khi chương trình chỉ còn 5-6 thí sinh, thì sẽ có sự chuyển đổi địa điểm ghi hình sang nước ngoài.

### Khác biệt so vớiANTM
Những cô gái được chọn sẽ thi đấu ngay lập tức và sẽ nhận được 1 chiếc dây chuyền. Những cô gái nào có phần thể hiện tốt nhất trong buổi chụp hình hoặc thử thách thì sẽ được miễn loại trong tuần đấy.
Về phần loại thí sinh, họ sẽ được xem ảnh của mình và Galit sẽ hỏi từng người một là ai nên gặp ban giám khảo. Sau khi họ gặp ban giám khảo xong, host Galit Gutmann sẽ gọi tên từng thí sinh một để nhận kết quả từ hội đồng giám khảo. Thí sinh có thể bị loại ở bất kì vị trí gọi tên nào và cô gái bị loại ấy sẽ phải trả lại chiếc dây chuyền của mình.
Mỗi mùa sẽ có thí sinh đã bị loại được khán giả bình chọn trở lại vào đêm chung kết được truyền hình trực tiếp.
- Mùa 1: thí sinh được bình chọn là Evelin Piotrowska.
- Mùa 2: các thí sinh được bình chọn là Christin Fridman và Natali Sabag.
- Mùa 3: thí sinh được bình chọn là Rita Os và Tslil Sela.

Một điểm khác biệt nữa đó là khán giả sẽ chiếm phần lớn chọn người chiến thắng trong chương trình, không giống như trong các lần loại bỏ trước khi  tất cả chỉ dựa trên bảng quyết định của giám khảo. Sau khi đã có kết quả, Galit sẽ chỉ đọc tên ra á quân 2, á quân 1 và quán quân chương trình.

## Lịch sử
Khi Niral Karantinaji tham gia vào mùa thứ hai của chương trình, cộng đồng Hồi giáo không bị ảnh hưởng bởi việc nhìn thấy cô uống rượu và đặt ngực trần trên Đài Truyền hình Quốc gia. Trong chương trình, Karantinaji tham gia vào một số cuộc tranh luận với các đối thủ của cô, chủ yếu là Mimi Tadesa, người đã gọi cô là "một tên khủng bố". Cuối cùng, khán giả đã chọn Karantinaji làm người chiến thắng, trong khi Tadesa là á quân 2.

## Các mùa
| Mùa | Phát sóng           | Quán quân         | Á quân         | Các thí sinh theo thứ tự bị loại | Tổng số thí sinh | Điểm đến quốc tế |
| --- | ------------------- | ----------------- | -------------- | --- | ---------------- | ---------------- |
| 1   | 21 tháng 2 năm 2005 | Victoria Katzman  | Liat Bello     | Alex Chazin & Daniela Perry & Sivan Mariano & Raheli Takalla, Maya Tal, Angel Ogasta, Adi Strod & Alexandra Shermann, Olga Lopatin, Meitar Amos, Ines Halif, Netta Karisi, Evelin Piotrowska, Liat Ben-Rashi | 16               | Không có         |
| 2   | 11 tháng 1 năm 2006 | Niral Karantinaji | Natali Sabag   | Hila Chansky & Liat Fadlon, Polly Bandel, Naomi Zilber, Ira Simonov, Sharon Markovich, Mor Rimi, Keren Goltz, Michelle Lourie, Alisia Estrin & Christin Fridman, Mimi Tadesa                                 | 14               | Milan            |
| 3   | 8 tháng 2 năm 2008  | Ella Mashkautzen  | Sasha Taptykov | Shir Azran, Ellina Raifa, Anastasia Bokanova, Limor Eliyahu, Liliana Sotnikov, Karin Cohen, Katya Gur, Nataly Dadon & Tslil Sela, Rita Os                                                                    | 12               | Paris Antalya    |